# Kupa na Sŭvet·skata armiya 1951
La Coppa dell'Esercito sovietico 1951 è stata la 6ª edizione di questo trofeo, e l'11ª in generale di una coppa nazionale bulgara di calcio,  terminata il 7 novembre 1951. Il CSKA Sofia ha vinto il trofeo per la prima volta.

## Ottavi di finale
| Squadra 1           | Risultato   | Squadra 2        |
| ------------------- | ----------- | ---------------- |
| Rilski Sportist     | 1 – 0 (dts) | Torpedo Pleven   |
| Lokomotiv Plovdiv   | 0 – 0 (dts) | Akademik Sofia   |
| Minjor Pernik       | 1 – 2       | Spartak Pleven   |
| Stroitel Sofia      | 3 – 1       | Lokomotiv Sofia  |
| Dunav Ruse          | 0 – 2       | Levski Sofia     |
| CSKA Sofia          | 4 – 0       | Černo More Varna |
| Cerveno Zname Sofia | 5 – 2       | Spartak Varna    |
| Botev Plovdiv       | 0 – 0 (dts) | Spartak Sofia    |

### Primo Replay
| Squadra 1      | Risultato   | Squadra 2         |
| -------------- | ----------- | ----------------- |
| Akademik Sofia | 0 - 0 (dts) | Lokomotiv Plovdiv |
| Spartak Sofia  | 0 - 0 (dts) | Botev Plovdiv     |

### Secondo Replay
| Squadra 1         | Risultato   | Squadra 2      |
| ----------------- | ----------- | -------------- |
| Lokomotiv Plovdiv | 0 - 2       | Akademik Sofia |
| Botev Plovdiv     | 1 - 1 (dts) | Spartak Sofia  |

### Terzo Replay
| Squadra 1     | Risultato   | Squadra 2     |
| ------------- | ----------- | ------------- |
| Spartak Sofia | 2 - 1 (dts) | Botev Plovdiv |

## Quarti di finale
| Squadra 1      | Risultato | Squadra 2           |
| -------------- | --------- | ------------------- |
| Spartak Sofia  | 4 – 0     | Rilski Sportist     |
| CSKA Sofia     | 3 – 1     | Stroitel Sofia      |
| Levski Sofia   | 1 – 0     | Cerveno Zname Sofia |
| Akademik Sofia | 3 – 1     | Spartak Pleven      |

## Semifinali
| Squadra 1      | Risultato | Squadra 2     |
| -------------- | --------- | ------------- |
| Akademik Sofia | 3 – 2     | Spartak Sofia |
| CSKA Sofia     | 3 – 0     | Levski Sofia  |

## Finale
| Arbitro: | Andrey Zlatarev |

|              |           |  |
| Milanov 104’ | Marcatori |  |